# 度会常彰
度会 常彰（わたらい つねあきら、延宝3年（1675年）- 宝暦2年7月4日（1752年8月13日））は、江戸時代中期の神職、歌人、茶道家である。名は常昭とも。幼名は延守。号は鶯谷。

## 経歴・人物
河崎延貞の次男として生まれる。ほどなくして中西家の養子となり、後に久志本姓を名乗って伊勢神宮外宮の権禰宜となる。
延享4年（1747年）に正四位下に叙せられ、父と松木智彦が企画した『外宮年中行事今式』の成立に携わった。また和歌を詠むなど歌人として活躍したり、茶道などにも通じた。
著作に『神道明弁』、『神家問答』等がある。